# Vladimir Babin
Vladimir Babin (Osijek, 1964.) hrvatski je pijanist.

## Životopis
Prema sudu glazbene kritike pijanist Vladimir Babin jedan je od najeminentnijih predstavnika mlađe generacije hrvatskih pijanista. Klavir je diplomirao 1985. godine na osječkom odjelu Muzičke akademije u Zagrebu, u klasi profesora Damira Sekošana. Dobitnik je brojnih nagrada na pijanističkim natjecanjima, kao i nagrade Rektorata Zagrebačkog sveučilišta kao najbolji student diplomat. Koncertira kao solist i član komornih sastava po Hrvatskoj i inozemstvu te nastupa uz orkestre kao solist. 
Snimao je za razne TV i radio postaje te ima nekoliko izdanja CD-a.  Solistički repertoar Vladimira Babina obuhvaća djela svih stilskih razdoblja, a posebnu sklonost ispoljava prema hrvatskim autorima. Osim klasikom, Babin često nastupa i kao vrstan jazz pijanist.
Uz održavanje pijanističkih seminara, redovno sudjeluje i kao član ocjenjivačkih sudova na pijanističkim natjecanjima.  Od 1997. docent je klavira na riječkom područnom odjelu Muzičke akademije Zagreb.

## Projekti i glazbeni linkovi

#### Projekt "Tajni svijet Dore Pejačević"
Vladimir Babin sudjeluje kao pijanista na projektu „Tajni svijet Dore Pejačević“, a to je projekt kojemu je cilj snimiti, masterizirati i izdati cjelokupni vokalni opus Dore Pejačević te izraditi video spote na njene skladbe (naknadno je u planu isto i na njemačkome jeziku).